# Rifugio Valgravio
Il rifugio Valgravio (1.390 m s.l.m.) si trova in bassa val di Susa nel suo versante meridionale, all'interno del Vallone del Gravio

## Caratteristiche
Fu realizzato nel 1928, dal settembre 1943 una banda partigiana capitanata da Sergio Bellone ne fece la propria base. Distrutto dai nazifascisti nel maggio 1944 fu in seguito ricostruito ed ampliato per portarlo all'attuale capienza.

## Accesso
Salendo la val di Susa all'altezza di San Giorio di Susa si imbocca una strada che sale alla frazione Città e quindi Ardrit, dove si lascia l'automobile. Il rifugio è raggiungibile per sentiero in circa 1 ora e 15 minuti. Un'altra via d'accesso, leggermente più lunga ma con meno dislivello, prevede a Città di svoltare in direzione Cortavetto e qui lasciare l'automobile.

## Ascensioni
- Punta del Villano - 2.663 m
- Punta Cristalliera - 2.801 m
- Monte Rocciavrè - 2.778 m

## Traversate
Il rifugio si trova sul percorso del Sentiero dei Franchi e su una variante della Grande Traversata delle Alpi
Si trova inoltre sul percorso del giro dell'Orsiera, itinerario escursionistico che percorre il periplo del monte Orsiera in 5 giorni, appoggiandosi ai rifugi del parco: rifugio Balma, rifugio Selleries, rifugio Toesca, rifugio Amprimo oltre al rifugio Valgravio stesso.
Un'ulteriore interessante traversata è quella che porta al rifugio Toesca attraverso la Porta del Villano (2.506 m.s.l.m)